# David Leslie Johnson-McGoldrick
David Leslie Johnson-McGoldrick (* im 20. Jahrhundert) ist ein US-amerikanischer Drehbuchautor und Filmproduzent.

## Karriere
Nach dem Besuch der Filmhochschule war David Leslie Johnson-McGoldrick in den 1990er Jahren zunächst als Produktionsassistent von Frank Darabont tätig und wirkte dabei an Filmen wie Die Verurteilten und The Green Mile mit. Im Anschluss wandte er sich hauptberuflich dem Drehbuchschreiben zu, was 2009 zu seinem Spielfilmdebüt mit dem Horrorthriller Orphan – Das Waisenkind führte. Anfang der 2010er Jahre folgten weitere Arbeiten an den Fantasyfilmen Red Riding Hood – Unter dem Wolfsmond und Zorn der Titanen, ehe Johnson-McGoldrick ab 2011 als Drehbuchautor für die Fernsehserie The Walking Dead tätig war.
Im Jahr 2015 begann Johnson-McGoldricks langjährige Zusammenarbeit mit James Wan, als er vom Filmemacher zur Überarbeitung des Drehbuchs zu Conjuring 2 engagiert wurde. Beide arbeiteten daraufhin gemeinsam auch an den Filmen Aquaman (2018), Conjuring 3: Im Bann des Teufels (2021) sowie Aquaman: Lost Kingdom (2023) und sollen zukünftig ebenso die Horrorfortsetzung Conjuring 4: Das letzte Kapitel zusammen verwirklichen.
Johnson-McGoldrick ist mit der Drehbuchautorin Kimberly Lofstrom Johnson verheiratet und hat mit ihr drei Kinder.

## Filmografie
- 2009: Orphan – Das Waisenkind (Orphan)
- 2011: Red Riding Hood – Unter dem Wolfsmond (Red Riding Hood)
- 2011–2022: The Walking Dead (Fernsehserie, 14 Folgen)
- 2012: Zorn der Titanen (Wrath of the Titans)
- 2013: Mob City (Fernsehserie, 2 Folgen)
- 2016: Conjuring 2 (The Conjuring 2)
- 2018: Aquaman
- 2021: Conjuring 3: Im Bann des Teufels (The Conjuring: The Devil Made Me Do It)
- 2021: Till Death – Bis dass dein Tod uns scheidet (Till Death, Produktion)
- 2022: Orphan: First Kill
- 2023: Aquaman: Lost Kingdom (Aquaman and the Lost Kingdom)